# Krawczynek długodzioby
Krawczynek długodzioby, krawczynek (Phyllergates cucullatus) – gatunek małego ptaka z podrodziny wierzbówek (Cettiinae) w obrębie rodziny wierzbówkowatych (Cettiidae). Występuje w południowo-wschodniej Azji. Nie jest zagrożony wyginięciem.

## Systematyka
Takson wyodrębniony ostatnio z Orthotomus. Zaliczany czasem do tego gatunku w randze podgatunku takson heterolaemus przez obecne ujęcia systematyczne traktowany jest jako odrębny gatunek – krawczynek żółtobrzuchy (Phyllergates heterolaemus).

## Zasięg występowania
Krawczynek występuje w zależności od podgatunku:
- P. c. coronatus (Blyth, 1861) – wschodnie Himalaje do Indochin
- P. c. thais Robinson & Kloss, 1923 – południowa Tajlandia
- P. c. malayanus Chasen, 1938 – Półwysep Malajski
- P. c. cucullatus (Temminck, 1836) – Sumatra, Jawa i Bali
- P. c. cinereicollis Sharpe, 1888 – północno-wschodnie Borneo
- P. c. viridicollis (Salomonsen, 1962) – Palawan (południowo-zachodnie Filipiny)
- P. c. philippinus Hartert, 1897 – Luzon (północne Filipiny)
- P. c. everetti Hartert, 1897 – Flores (Małe Wyspy Sundajskie)
- P. c. riedeli A.B. Meyer & Wiglesworth, 1895 – północny Celebes
- P. c. meisei Stresemann, 1931 – południowo-środkowy Celebes
- P. c. hedymeles Stresemann, 1932 – masyw górski Lompobatang (południowo-zachodni Celebes)
- P. c. stentor Stresemann, 1938 – środkowy i południowo-wschodni Celebes
- P. c. relictus Rheindt, Prawiradilaga, Ashari, Suparno & N.S.R. Ng, 2020 – Peleng (Wyspy Banggai)
- P. c. sulanus Rheindt, Prawiradilaga, Ashari, Suparno & N.S.R. Ng, 2020 – Taliabu (Wyspy Sula)
- P. c. dumasi Hartert, 1899 – Buru i Seram (środkowe Moluki)
- P. c. batjanensis Hartert, 1912 – Bacan (północne Moluki, na południowy zachód od Halmahery)

## Status
IUCN uznaje krawczynka długodziobego za gatunek najmniejszej troski (LC – Least Concern) nieprzerwanie od 1988 roku. Liczebność populacji nie została oszacowana, ale ptak ten opisywany jest jako lokalnie pospolity. Ze względu na brak dowodów na spadki liczebności bądź istotne zagrożenia dla gatunku BirdLife International ocenia trend liczebności populacji jako prawdopodobnie stabilny.